# Stint

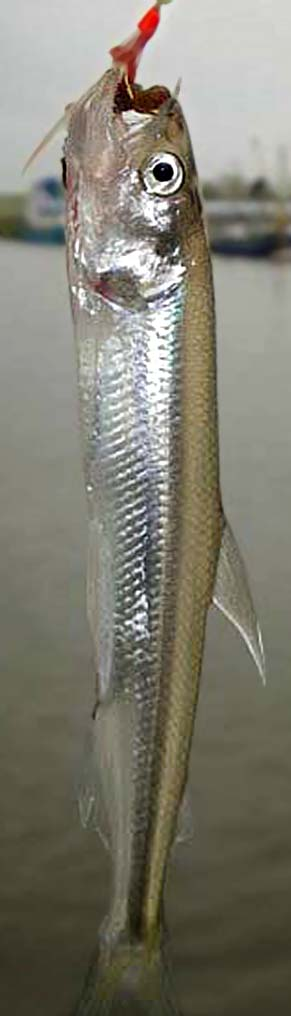
Stint am Haken

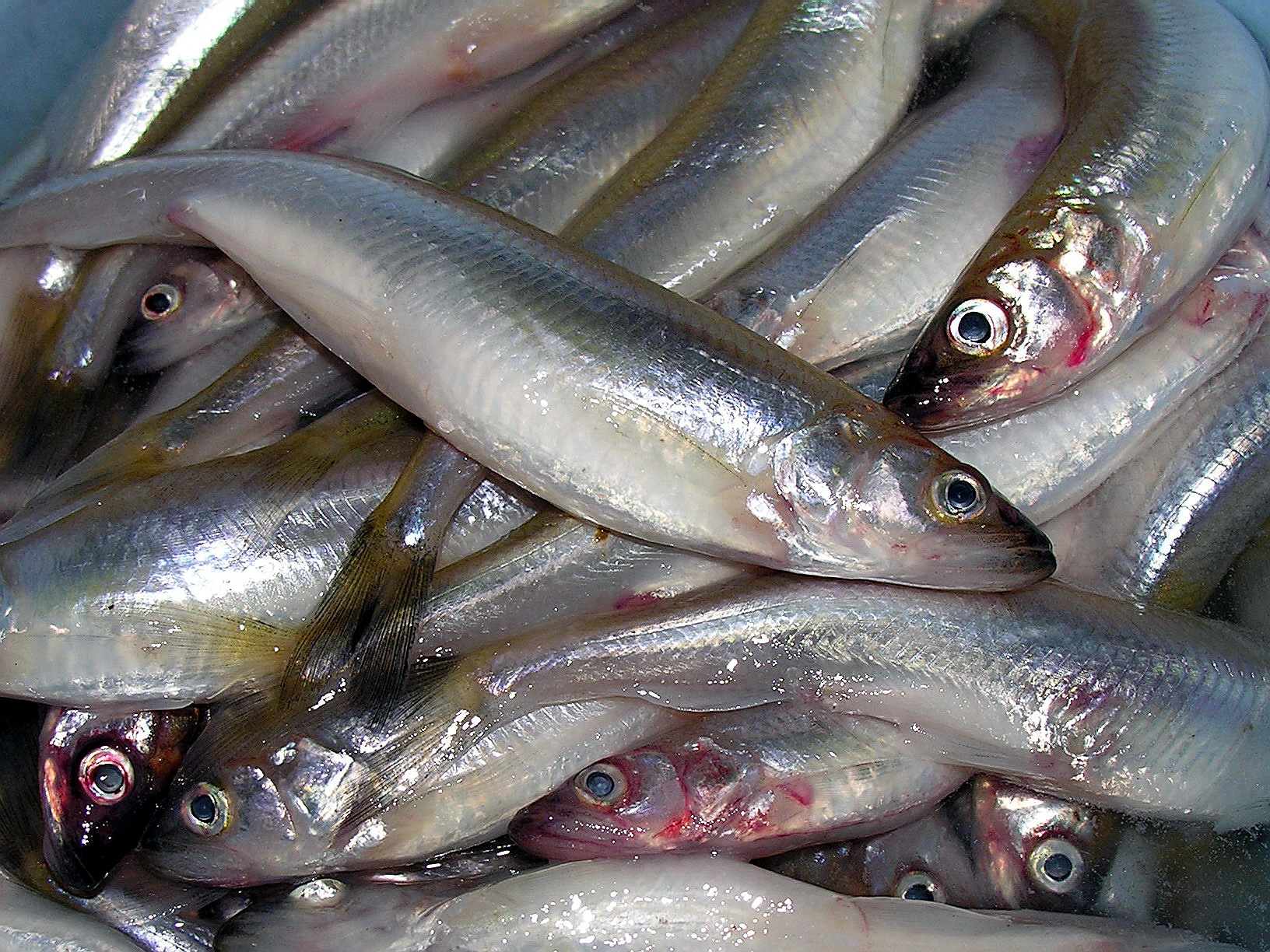
Stinte sind etwa 15 Zentimeter lang

Gebratener Stint

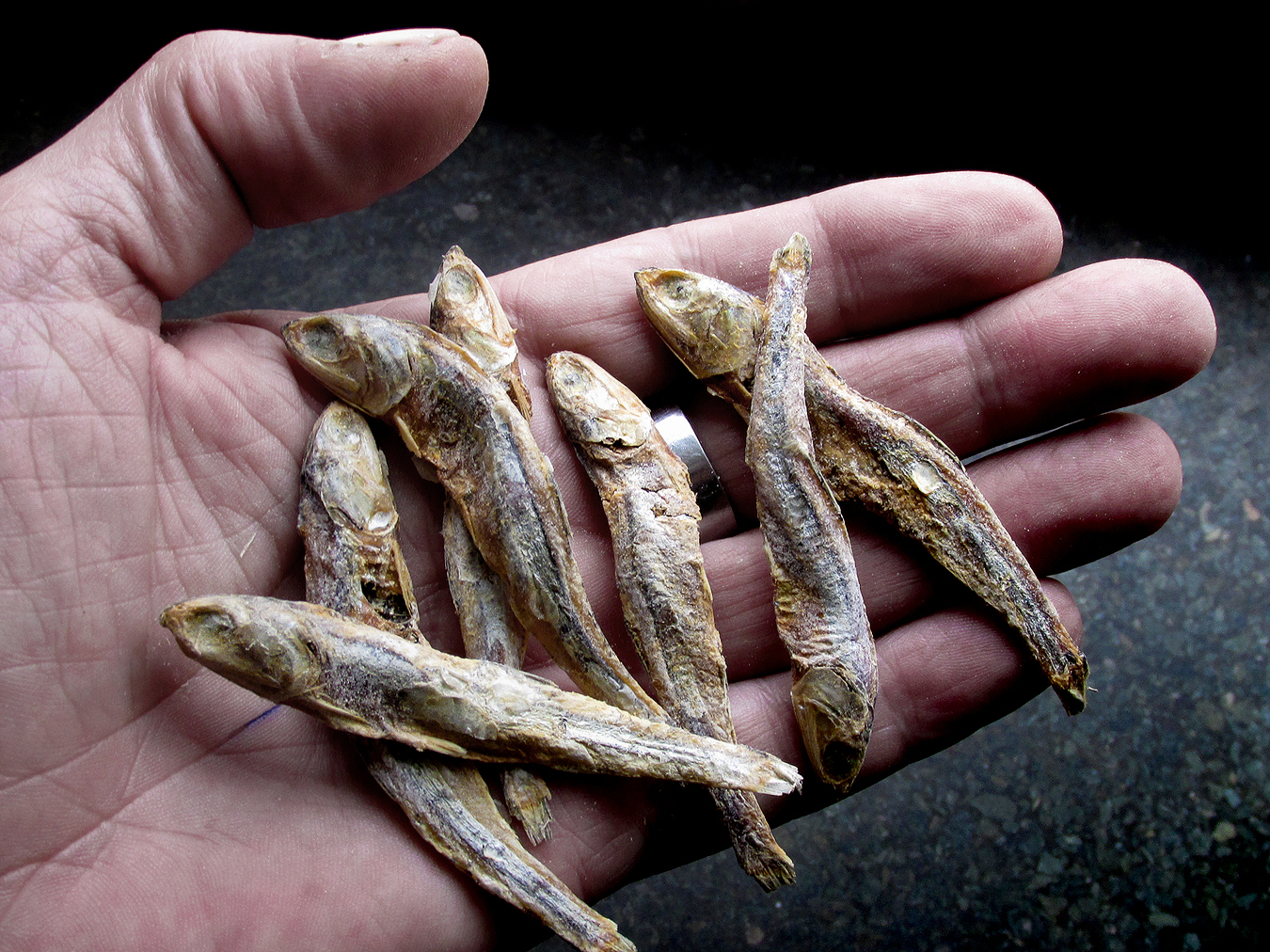
Getrockneter Stint

Der Stint oder Europäische Stint (Osmerus eperlanus) ist ein Fisch aus der Ordnung der Stintartigen.

## Form und Aussehen
Der in der Regel 10 bis 18, durchschnittlich 15 und höchstens 30 Zentimeter lange Körper ist schlank und seitlich wenig abgeflacht. Stinte haben einen leicht durchscheinenden Körper. Rücken und Seiten sind graugrün bis rosa, die Flanken silbrig glänzend. Die Schwanzflosse hat einen dunklen Rand. Der Stint wird bis zu sechs Jahre alt. Eigentümlich ist der intensive, an frische Gurken erinnernde Geruch.

## Lebensraum und Lebensweise
Der Stint ist ein Meeresfisch in den Küstengewässern Europas von der Ostsee bis zur Biskaya. Eine im Süßwasser lebende Form, der Binnenstint (Osmerus eperlanus spirinchus Pallas 1814), ist in den großen Seen von Nordeuropa verbreitet.
Zum Laichen sammeln sich die Stinte und wandern in die Unterläufe der großen Ströme ein, um hier über sandigen Stellen abzulaichen. Dies geschieht Ende Februar bis März, wenn das Wasser über 9 °C warm ist. Die Eizahl pro Weibchen kann bis zu 40.000 betragen. Nach dem Ablaichen kommt es oftmals zu Massensterben. Die Nahrung der Stinte besteht vor allem aus kleinen Planktonkrebsen, Bodentieren und auch Jungfischen der eigenen Art.

## Stint als Speisefisch

### Kommerzieller Aspekt
Während der Laichzeit kann der Stint leicht mit Netzen gefangen werden. Außerhalb der Laichzeit im Herbst kommen die Stinte in die Häfen an der Nordseeküste, wo sie mit einem so genannten Heringspaternoster geangelt werden. 
In früheren Zeiten konnte der Stint in den Flüssen in großen Mengen gefangen werden, statt Netzen wurden dazu Waschkörbe verwendet. In Hamburg weist noch die Ortsbezeichnung Stintfang darauf hin, ebenso in Lüneburg, wo der frühere Stintmarkt heute zu einer Kneipenmeile geworden ist. In der zweiten Hälfte des 20. Jahrhunderts verlor der Stint kommerziell immer mehr an Bedeutung, da er in den verschmutzten Flüssen nur in geringer Zahl anzutreffen und demgemäß wenig gefragt war.
Etwa seit den 1990er Jahren wurde er mit zunehmend saubereren Flüssen wieder öfter und in größerer Menge gefangen. Vom Fang und Angebot des Stintes profitierten vor allem in Norddeutschland Restaurants, die diesen Fisch saisonal als regionale kulinarische Besonderheit anboten. Teilweise wurden diese Restaurants von den Stint-Fischern erfolgreich selbst betrieben. Mit der Elbvertiefung brach die größte deutsche Stintpopulation aufgrund von regelmäßig auftretenden Sauerstofflöchern in der Unterelbe zusammen, in der Unterweser ist der Fisch dagegen noch heimisch.
Der Verzehr durch Menschen machte nur den einen Teil der wirtschaftlichen Bedeutung aus. Auch für die Aquaristik wurden Stinte in Norddeutschland und den Benelux-Staaten als Futter für Haus- und Zootiere verwendet. Direkt nach dem Ablaichen wurden die Stinte gefangen und anschließend als Tiefkühlware verwertet.

### Kulinarischer Aspekt
Obwohl er recht klein ist, wird er als Speisefisch geschätzt. Der Kopf wird hierbei meist entfernt, der Schwanz und die Gräten hingegen nicht, da sie ausgesprochen zart sind. Gegessen wird Stint meist mit der Hand. Der Fisch wird in Norddeutschland traditionell in Roggenmehl gewendet und anschließend in Butter und Speck gebraten. Als Beilage dienen Bratkartoffeln, Kartoffelsalat und Apfelmus.
Der Stint wird auch geräuchert oder wie Brathering sauer eingelegt angeboten. Allerdings wird der Fang immer weniger.

### Kultureller Aspekt
Die Stadt Lüneburg stellte den Stint im Jahr 2007 in den Mittelpunkt ihres Marketingkonzepts. Rund 500 Stint-Skulpturen wurden – von Lüneburger Künstlern, Organisationen, Unternehmen, Schulen, Kindergärten und Privatleuten gestaltet – in der gesamten Innenstadt ausgestellt. Dazu gab es zahlreiche Veranstaltungen rund um den Stint sowie kulinarische Angebote. Die Stintfiguren wurden im Herbst für wohltätige Zwecke versteigert.
Oberhalb der St. Pauli-Landungsbrücken gibt es in Hamburg den Stintfang sowie in Bremen die Stintbrücke.
In Mikołajki gibt es einen Stinthengst, eine Skulptur, die den König der Stinte symbolisieren soll. Damit verbunden ist eine Sage.

## Gefährdungssituation
Der Stint wird von der Weltnaturschutzunion IUCN in der Roten Liste gefährdeter Arten als nicht gefährdet (Least Concern) eingestuft. Lokal gibt es allerdings Bestandsgefährdungen, die entweder auf Wasserverschmutzung, Aufstauungen oder sommerliche Sauerstofflöcher in den Flüssen zurückgehen. Beispielsweise ist die Stintpopulation in der Unterelbe nach der achten Elbvertiefung aufgrund der jährlich auftretenden Sauerstofflöcher zusammengebrochen.